# Parlamentní volby v Bulharsku 1890
Parlamentní volby se konaly 7. září 1890. Do parlamentu se dostala pouze Lidová liberální strana, která drtivě zvítězila ve volbách. Existovaly sice i jiné, většinou liberální opoziční strany, jako například Radoslavitská liberální strana a Progresivní liberální strana, ale žádná z nich se nedostala do parlamentu.